# Évangile social
L'Évangile social est un mouvement chrétien de justice sociale. Comme le christianisme social, il a été associé principalement au protestantisme libéral.

## Caractéristiques
Le mouvement est engagé à lutter contre les problèmes sociaux comme la pauvreté, les inégalités économiques et les tensions raciales,.

## Histoire
L’origine de l’Évangile social se trouve dans les divers concepts de justice sociale pour le soutien aux démunis dans la Bible.
Washington Gladden, un pasteur congrégationaliste américain a permis de remettre l’importance de la justice sociale dans les églises protestantes avec les publications des livres Christianisme appliqué: aspects moraux des questions sociales en 1887 (Applied Christianity: Moral Aspects of Social Questions) et Salut social en 1902 (Social Salvation) .
En 1892, le pasteur et théologien baptiste américain Walter Rauschenbusch a formé l'association chrétienne non confessionnelle Fraternité du Royaume (anglais : Brotherhood of the Kingdom). Des pasteurs et dirigeants rejoindront l'organisation pour débattre et mettre en œuvre l'évangile social . En 1907, il publie le livre Le Christianisme et la Crise sociale (Christianity and the Social Crisis) qui influencera les actions de plusieurs acteurs du mouvement de l'évangile social,. En 1917, la publication du livre Une théologie pour l'Évangile social (A Theology for the Social Gospel) permettra de rallier à la cause de nombreuses églises protestantes libérales ,,. Dans cet ouvrage, il explique que les chrétiens doivent être comme le Tout-Puissant qui s’est fait homme en Jésus-Christ, qui était avec tout le monde sur un pied d'égalité et considérait les gens comme un sujet d’amour et de service . Pour lui, l’Église avait un rôle essentiel dans la lutte contre les injustices systémiques auprès de tous les groupes et pour chaque personne .
Parmi les figures du mouvement, l'on peut nommer Vida Dutton Scudder, Dorothy Day, Tommy Douglas, Mary Dreier, Diane Drufenbrock, Adolf von Harnack, Jesse Jackson, Mary McDowell, Charles Clayton Morrison,  Margaret Dreier Robins, Josiah Strong et James Shaver Woodsworth.
Les plus importants dirigeants du mouvement sont Richard T. Ely, Josiah Strong, Washington Gladden et Walter Rauschenbusch.

## Influences
Aux États-Unis, dans les années 1920, l'évangile social a favorisé l'établissement de foyers sociaux avec des bibliothèques pour les jeunes ouvriers, gérés par l'ONG protestante Young Men's Christian Association,. Puis dans les années 1930, certaines sections locales de l'organisation ont commencé à s'engager pour la défense des droits civiques.
L'évangile social a eu une influence au sein du Parti social-démocratique du Canada fondé en 1932 à Calgary,. Il a également eu un impact durant le New Deal américain de 1933 à 1938.
Les actions civiques de Martin Luther King Jr qui ont commencé dans les années 1950, ont été influencées par le livre Le Christianisme et la Crise sociale (Christianity and the Social Crisis) publié en 1907 par le pasteur et théologien baptiste américain Walter Rauschenbusch,,.